# Première circonscription de la préfecture de Gifu
La première circonscription de la préfecture de Gifu (岐阜県第1区, Gifu-ken dai-ikku) est l'une des cinq circonscriptions législatives que compte la préfecture de Gifu au Japon.

## Description géographique
Entre 1994 et 2013, la première circonscription de la préfecture de Gifu correspondait à la ville de Gifu ; entre 2013 et 2022, à une partie de celle-ci ; et, depuis 2022, elle correspond de nouveau à la ville dans son entier,,.

## Députés
| Législature | Début de mandat | Fin de mandat | Député élu              | Parti politique | Parti politique |
| ----------- | --------------- | ------------- | ----------------------- | --------------- | --------------- |
| 41e         | 1996            | 2000          | Seiko Noda              |                 | PLD             |
| 42e         | 2000            | 2003          | Seiko Noda              |                 | PLD             |
| 43e         | 2003            | 2005          | Seiko Noda              |                 | PLD             |
| 44e         | 2005            | 2009          | Seiko Noda              |                 | SE              |
| 45e         | 2009            | 2012          | Masanao Shibahashi (ja) |                 | PDJ             |
| 46e         | 2012            | 2014          | Seiko Noda              |                 | PLD             |
| 47e         | 2014            | 2017          | Seiko Noda              |                 | PLD             |
| 48e         | 2017            | 2021          | Seiko Noda              |                 | PLD             |
| 49e         | 2021            | 2024          | Seiko Noda              |                 | PLD             |
| 50e         | 2024            | -             | Seiko Noda              |                 | PLD             |